# Scatella septempunctata
Scatella septempunctata är en tvåvingeart som beskrevs av Malloch 1933. Scatella septempunctata ingår i släktet Scatella och familjen vattenflugor. Inga underarter finns listade i Catalogue of Life.